# Domagoj di Croazia
Domagoj (... – 876) è stato un duca della Croazia Bianca dall'864 all'876.
È il fondatore della dinastia dei Domagojević.
Domagoj era un potente nobile croato che possedeva i territori attorno a Knin. Dopo la morte di Trpimir I, nell'864, prese il trono a Zdeslav dopo aver fomentato una guerra civile. Domagoj divenne così duca della Croazia bianca e i figli di Trpimir, Petar, Zdeslav d Muncimir furono esiliati. Durante il regno di Domagoj crebbe il numero dei croati dediti alla pirateria, fatto che inasprì le relazioni fra Croazia e Venezia. Nell'865 Domagoj fu obbligato ad accettare delle condizioni di pace con la Repubblica di Venezia, la quale prese degli ostaggi affinché i croati garantissero la libertà di passaggio alle sue navi in Dalmazia.
Domagoj aiutò i Franchi, essendo un loro vassallo, a conquistare Bari agli Arabi nell'871. Nello stesso periodo i Veneziani attaccarono nuovamente i Croati e nell'874 il papa Giovanni VIII pregò Domagoj di controllare i pirati della sua nazione.
Nelle cronache veneziane Domagoj è conosciuto come il peggiore dei duchi slavi (pessimus dux Sclavorum), mentre papa Giovanni VIII lo considera un famoso duca (gloriosus dux).

## La liberazione dai Franchi
Dopo la morte di Ludovico II il Germanico, Re dei Franchi dell'est, Domagoj decise di guidare una rivolta e liberare la Croazia Bianca dall'egemonia franca: morto nell'876, la guerra fu portata vanti dal figlio Trpimir che distrusse quattro città dell'Istria nell'876. L'armata croata però alla fine fu sconfitta dai veneziani. La guerra liberò i croati dalla sudditanza nei confronti dei Franchi, anche grazie al sostegno politico di Basilio I, imperatore bizantino. Due anni dopo, nell'878, Zdeslav tornò da Costantinopoli e con l'aiuto dei bizantini depose il figlio di Domagoj, riacqusendo il potere in Croazia Bianca, liberato dal vassallaggio nei confronti dei Franchi.